# Nidhi Eoseewong
Nidhi Eoseewong (en thaï : นิธิ เอียวศรีวงศ์ ; parfois écrit Nidhi Aeusrivongse), né le 23 mai 1940 et mort le 7 août 2023, est un historien thaïlandais.

## Biographie
Nidhi Eoseewong a étudié l’histoire à l’université de Chiang Mai et puis il a obtenu son diplôme de doctorat de l’université du Michigan, aux États-Unis. Ensuite, il devient professeur à l'Université de Chiang Mai.
Il se consacre à l’étude de la culture et la tradition locale, mais son thème comprend la totalité de Thaïlande et d’autres pays d'Asie du Sud-Est tels que l'Indonésie, le Cambodge, le Laos et la Birmanie.
Il étudie également la Thaïlande du Moyen Âge, des temps modernes, et du futur.

## Distinctions
- Prix de la culture asiatique de Fukuoka
- Prix de Siburapha

## Publication
- (en) Pen and Sail : Literature and History in Early Bangkok, Chiang Mai : Silkworm Books, 2005,  (ISBN 9789749575925)